# TSV Adendorf
Der TSV Adendorf (offiziell: Turn- und Sportverein Adendorf von 1923 e. V.) ist ein Sportverein aus Adendorf im Landkreis Lüneburg.

## Geschichte
Im Jahre 1923 wurde mit dem Arbeiter-Turn- und Sportverein Adendorf der erste Sportverein in Adendorf gegründet. Dieser schloss sich dem Arbeiter-Turn- und Sportbund an. Am 18. Januar 1929 wurde mit dem TuS Adendorf ein zweiter Verein gegründet, der wiederum Mitglied der Deutschen Turnerschaft war. Im Jahre 1933 löste sich der Arbeiter-Turn- und Sportverein zwangsweise auf. Die Mitglieder schlossen sich dem TuS Adendorf an. Nach dem Ende des Zweiten Weltkrieges wurde der Freie Turn- und Sportverein Adendorf gegründet, der sich am 11. März 1949 in SV Adendorf umbenannte. Dieser fusionierte wenige Monate später mit der Reichssportgemeinschaft Lüneburg zum Eisenbahner-Turn- und Sportverein Adendorf. Für die Öffentlichkeit hieß der Verein jedoch Erster Turn- und Sportverein Adendorf, da die britischen Besatzungsbehörden Sportvereine mit alten Behördennamen verboten hatten. Im Juli 1961 nahm der Verein schließlich seinen heutigen Namen an.
Der TSV Adendorf bietet die Sportarten Badminton, Behindertensport, Freizeitgruppe, Fußball, Gymnastik / Turnen, Handball, Jonglieren & Einrad, Ju-Jutsu, Kegeln, Kindertanzen, Leichtathletik, Radsport, Rehabilitationssport, Schwimmen, Tanzen, Tennis, Tischtennis und Volleyball an. In früheren Zeiten verfügte der Verein auch über Abteilungen für American Football (Adendorf Knights), Eissport und Kickboxen.

## Eishockey

### Geschichte
Die Eissportabteilung wurde im Januar 1979 gegründet, nachdem die Gemeinde Adendorf 1976 neben dem Freibad ein unüberdachtes Eisstadion baute. Im Jahre 1987 qualifizierte sich die Mannschaft für die Aufstiegsrelegation zur viertklassigen Regionalliga Nord gegen den TuS Harsefeld. Doch nach dem überraschenden Todesfall von Abteilungsleiter Hans-Jürgen Hüge sagten die Adendorfer die Spiele ab und verzichteten auf einen Aufstieg. Vier Jahre später wurden die Mannschaft Meister der Niedersachsenliga und schafften den Aufstieg in die Regionalliga Nord. Dort wurden die Adendorfer gleich in der folgenden Saison 1991/92 Meister und schaffte den Durchmarsch in die drittklassige Oberliga Nord. Während die Adendorfer dort nur hintere Plätze erreichten, konnte die Spielklasse jeweils sportlich gehalten werden. 
Trotz des sportlichen Erfolgs sammelten sich über die Jahre hohe Verluste von mehreren hunderttausend Mark an. Dieses war einer der Gründe, warum sich die Abteilungsleitung mit dem Vereinsvorstand zerstritt. Nachdem der Vorstand des TSV Adendorf die Meldung für die Oberligasaison 1994/95 verspätet zurückzog, sperrte der DEB die erste Mannschaft des TSV im Sommer 1994 für die kommende Spielzeit. Die Eishockeyabteilung spaltete sich daraufhin vom Gesamtverein ab und gründete am 21. Juli 1994 den Adendorfer EC.

### Erfolge
- Meister der Regionalliga Nord: 1992
- Meister der Niedersachsenliga: 1991

### Persönlichkeiten
- Fred Bartell, zuvor DDR-Nationalspieler
- Marc Garthe, zuvor DEL-Profi
- Rainer Nittel, wurde Bundestrainer der deutschen Nationalmannschaft der Frauen
- Carsten Plate, zuvor Zweitligaspieler

### Stadion
Die Heimspiele wurden im Eisstadion Adendorf, dem heutigen Walter-Maack-Eisstadion ausgetragen. Die Halle bietet Platz für 2300 Zuschauer und verfügt über 400 Sitzplätze.

## Fußball

### Geschichte
Die Fußballer des TSV Adendorf stiegen im Jahre 1964 in die Bezirksliga Heide auf, mussten aber bereits zwei Jahre später wieder absteigen. Nach vielen Jahren in unteren Spielklassen standen die Adendorfer im Jahre 1993 vor dem Wiederaufstieg in die Bezirksliga, verloren jedoch das Entscheidungsspiel um den Aufstieg in Elfmeterschießen gegen den TSC Winsen/Luhe. Zwei Jahre später folgte als Meister der Aufstieg in die Bezirksliga. Dort wurde der TSV im Jahre 1999 Vizemeister hinter dem MTV Borstel-Sangenstedt und stieg nach einem 2:1-Sieg über die SV Drochtersen/Assel in die Landesliga Lüneburg auf. Mit dem fünften Platz in der Saison 2001/02 erreichten die Adendorfer ihren sportlichen Zenit, bevor die Mannschaft zwei Jahre später in die Bezirksliga abstieg. Im Jahre 2006 folgte der erneute Aufstieg in die Landesliga.
Es folgte der direkte Wiederabstieg, bevor sich der Verein im Juli 2009 aus der Bezirksliga zurückzog. Die TSV-Fußballer spielten in der 1. Kreisklasse weiter und schafften im Jahre 2012 den Aufstieg in die Kreisliga Lüneburg. Nachdem die Adendorfer zwischenzeitlich bis in die 2. Kreisklasse abrutschten gelang im Jahre 2023 nach zwei Aufstiegen in Folge der Aufstieg in die Bezirksliga.

### Erfolge
- Aufstieg in die Landesliga Lüneburg: 1999

### Persönlichkeiten
- Paula Hoppe, wurde Bundesligaspielerin